# Marie Altona
Marie Altona (* 16. Dezember 1868 in Oldenburg; † 18. Dezember 1916 in Coburg) war eine deutsche Opernsängerin (Sopran) und Gesangspädagogin.

## Leben
Altona machte ihre Studien bei Ludwig Wüllner und Benno Stolzenberg in Köln und begab sich hierauf zur weiteren Ausbildung nach Wien. Ihr erstes Engagement fand sie in Sondershausen, von wo sie 1891 ans Hoftheater nach Coburg kam. Dort beschäftigte sie sich größtenteils mit Wagnerrollen, in denen sie hervorragende Erfolge erzielte, 1897 wurde sie Mitglied des Theaters in Chemnitz, wo sie in erster Stellung zwei Jahre verblieb, dann trat sie in den Verbandf des Königsberger Stadttheaters. Altona, die auch als Konzertsängerin erfolgreich tätig war, wurde 1897 nach Bayreuth geladen, um daselbst eine „Walküre“ und ein Lotosblumenmädchen zu verkörpern. Sie lebte später als Pädagogin in Coburg, eine ihrer Schülerinnen war Louise Schmidt-Gronau. Sie starb zwei Tage nach ihrem 48. Geburtstag.